# John I. Cox

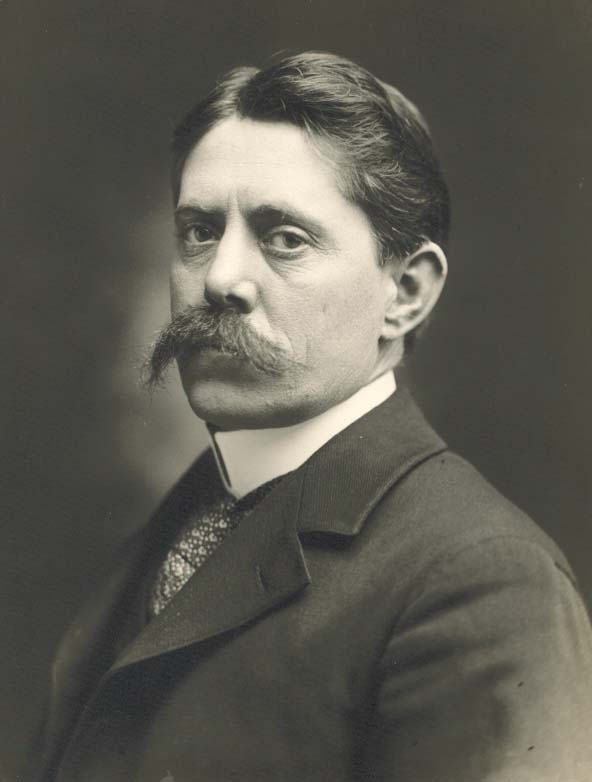
John I. Cox

John Isaac Cox (* 23. November 1855 in Blountsville, Sullivan County, Tennessee; † 5. September 1946 in Abingdon, Virginia) war ein US-amerikanischer Politiker und der 33. Gouverneur des Bundesstaates Tennessee.

## Frühe Jahre
Der in Blountsville geborene John Isaac Cox verlor im Alter von sieben Jahren seinen Vater, der im Bürgerkrieg als Soldat der Konföderation gefallen war. In der Folge musste er zusammen mit seiner Mutter und den Geschwistern auch zum Familienunterhalt beitragen. Er nahm verschiedene Gelegenheitsarbeiten an und verdiente schließlich genug, um die Blountsville Academy besuchen zu können. Später studierte er Jura und eröffnete 1885 eine Anwaltskanzlei. 1887 wurde er Richter im Sullivan County. Dann zog er nach Bristol und wurde dort Stadtrat und Staatsanwalt. Außerdem war er Steuerbeauftragter des Staates Tennessee.

## Politische Laufbahn
John Cox war Mitglied der Demokratischen Partei und wurde 1893 in das Repräsentantenhaus von Tennessee gewählt. Dort blieb er für zwei Jahre. Seit 1901 saß er im Senat von Tennessee. Im Jahre 1905 hatte er es in diesem Gremium zum Vorsitzenden (Speaker) gebracht. Dieses Amt war und ist in Tennessee gleichbedeutend mit der Funktion eines Vizegouverneurs (seit 1951 Lieutenant Governor). In dieser Eigenschaft fiel Cox im März 1905 der Posten des Gouverneurs zu, als Amtsinhaber James B. Frazier nach nur zwei Monaten in seiner zweiten Amtszeit zurücktrat, um US-Senator in Washington zu werden. Cox musste nun die verbleibende Amtszeit bis 1907 ausfüllen. In seine Amtszeit fiel ein Streik der Minenarbeiter, den Cox mit militärischem Einsatz bekämpfte, was ihn unter den Minenarbeitern nicht beliebt machte. Eine Gelbfieberepidemie machte dem Staat in jenen Tagen zu schaffen. Ein besonderes Anliegen von Cox war die Erhöhung der Pensionsansprüche der Veteranen des Bürgerkriegs. Ansonsten wirtschaftete er sparsam und betrieb eine konservative Haushaltspolitik, um die Staatsverschuldung nicht in die Höhe zu treiben. 1906 wurde er nicht für eine Wiederwahl nominiert. Stattdessen wurde er erneut in den Senat seines Staates gewählt. Dort verblieb er bis 1912; es folgte noch eine Amtszeit im Repräsentantenhaus von Tennessee. Zwischen 1914 und 1922 war er Leiter der Postbehörde von Bristol.

## Lebensende und Tod
Bereits 1913 hatte er seine Tätigkeit als Anwalt aufgegeben. Stattdessen widmete er sich seiner Farm, die in der Nähe von Bristol lag. Von Zeit zu Zeit nahm er noch Anteil am politischen Leben des Landes. Er war ein glühender Anhänger von Franklin D. Roosevelt und dessen New Deal. Cox schätzte besonders Roosevelts TVA-Programm.
Er starb 1946 im Alter von 90 Jahren. Damit hält er bis heute den Altersrekord aller Gouverneure von Tennessee. Er war zunächst mit Laura Lee Deaderick und später mit Lorena Butler verheiratet. Insgesamt hatte er drei Kinder.